# Joseph Hellegouarc'h
Joseph Hellegouarc'h, né le 22 mai 1920 à Saint-Florent-des-Bois et mort le 1er mai 2004 au Chesnay, est un universitaire français, docteur ès lettres (1963), professeur de langue et littérature latines aux universités de Lille-III, puis Paris-IV-Sorbonne.
Il laisse une imposante œuvre scientifique, orientée vers l'étude du vocabulaire politique, la métrique, les études stylistiques et la littérature. 

## Publications
Il a mené à bien la publication et la traduction d'auteurs latins, dans la Collection des Universités de France aux éditions des Belles Lettres :
- Tacite, Histoires, en collaboration avec Henri Le Bonniec et Pierre Wuilleumier
- Tacite, Annales, en collaboration avec Henri Le Bonniec et Pierre Wuilleumier
- Eutrope, Abrégé d'histoire romaine
- Velleius Paterculus, Histoire romaine
- Salluste, La Conjuration de Catilina, La Guerre de Jugurtha Fragments des Histoires
- Horace, Odes et Épodes